# Vepris allenii
Vepris allenii là một loài thực vật thuộc họ Rutaceae. Đây là loài đặc hữu của Mozambique.